# Hebecnema rufula
Hebecnema rufula är en tvåvingeart som beskrevs av John Richard Vockeroth 1972. Hebecnema rufula ingår i släktet Hebecnema och familjen husflugor. Inga underarter finns listade i Catalogue of Life.